# Susana Rodríguez Gacio
Susana Rodríguez Gacio (Vigo, 4 de marzo de 1988) es una médica y deportista española, bicampeona paralímpica de triatlón adaptado.

## Trayectoria
Susana Rodríguez nació con albinismo y una grave deficiencia visual. Compagina desde la infancia su dedicación al deporte con la pasión por la medicina. Desde 1998 practicó atletismo con una profesora de la Organización Nacional de Ciegos Españoles (ONCE) en el Centro de Tecnificación de Pontevedra. Participó en competiciones de atletismo hasta 2008, año que al no conseguir plaza en el mundial paralímpico, decidió cambiar la actividad deportiva por el triatlón.
En 2009 se diplomó en fisioterapia en la Facultad de Fisioterapia de Pontevedra por la Universidad de Vigo y en 2015 se licenció en medicina en la Universidad de Santiago de Compostela, año en el que comenzó a preparar el mir (médico interno residente). Inició su residencia en 2016 como en el Hospital Clínico de Santiago de Compostela, trabajando como médica interna residente de medicina física y rehabilitación.
En 2016 compitió en los Juegos Paralímpicos de Río de Janeiro junto a su guía Mabel Gallardo, quedando en quinta posición en la prueba individual de triatlón.
Rodríguez Gacio se clasificó para participar en los Juegos Paralímpicos de Tokio 2020, siendo la primera española en competir en dos deportes en unos Juegos Paralímpicos: triatlón y atletismo. Se consagró campeona paralímpica de triatlón en la clase PTVI junto a su guía Sara Loehr. En esos mismos Juegos logró la quinta posición en 1500 metros lisos de la misma clase, junto a su guía Celso Comesaña. Además, se convirtió en candidata del Consejo de Deportistas del Comité Paralímpico Internacional. En los Juegos de París 2024 volvió a ganar el oro en la misma prueba (PTVI).
A lo largo de su carrera deportiva ha obtenido diez medallas en el Campeonato Mundial de Triatlón Adaptado entre los años 2012 y 2023, y ocho medallas en el Campeonato Europeo de Triatlón Adaptado entre los años 2013 y 2023.

## Palmarés internacional
| Juegos Paralímpicos | Juegos Paralímpicos      | Juegos Paralímpicos | Juegos Paralímpicos |
| Año                 | Lugar                    | Medalla             | Prueba              |
| ------------------- | ------------------------ | ------------------- | ------------------- |
| 2020                | Tokio (Japón)            | Medalla de oro      | PTVI                |
| 2024                | París (Francia)          | Medalla de oro      | PTVI                |
| Campeonato Mundial  |                          |                     |                     |
| Año                 | Lugar                    | Medalla             | Prueba              |
| 2012                | Auckland (Nueva Zelanda) | Medalla de oro      | TRI-6               |
| 2013                | Londres (Reino Unido)    | Medalla de plata    | TRI-6b              |
| 2014                | Edmonton (Canadá)        | Medalla de bronce   | PT5                 |
| 2015                | Chicago (Estados Unidos) | Medalla de bronce   | PT5                 |
| 2017                | Róterdam (Países Bajos)  | Medalla de plata    | PTVI                |
| 2018                | Gold Coast (Australia)   | Medalla de oro      | PTVI                |
| 2019                | Lausana (Suiza)          | Medalla de oro      | PTVI                |
| 2021                | Abu Dabi (EAU)           | Medalla de oro      | PTVI                |
| 2022                | Abu Dabi (EAU)           | Medalla de oro      | PTVI                |
| 2023                | Pontevedra (España)      | Medalla de plata    | PTVI                |
| Campeonato Europeo  |                          |                     |                     |
| Año                 | Lugar                    | Medalla             | Prueba              |
| 2013                | Alanya (Turquía)         | Medalla de bronce   | TRI-6b              |
| 2014                | Kitzbühel (Austria)      | Medalla de oro      | PT5                 |
| 2016                | Lisboa (Portugal)        | Medalla de bronce   | PT5                 |
| 2017                | Kitzbühel (Austria)      | Medalla de plata    | PTVI                |
| 2018                | Tartu (Estonia)          | Medalla de plata    | PTVI                |
| 2019                | Valencia (España)        | Medalla de oro      | PTVI                |
| 2022                | Olsztyn (Polonia)        | Medalla de oro      | PTVI                |
| 2023                | Madrid (España)          | Medalla de oro      | PTVI                |

## Reconocimientos
- En 2014 fue reconocida con el Premio Gallega del Año de febrero otorgado por El Correo Gallego, Terras de Santiago, Correo TV y Radio Obradoiro.[13]

- En 2021, se convirtió en portada de la revista Time por su dedicación en la lucha contra la COVID-19.[14][6] Ese mismo año, la Organización Nacional de Ciegos Españoles (ONCE) le dedicó un cupón con motivo de su participación en los Juegos Paralímpicos de Tokio 2020.[8] Además, le fue concedido el Premio Especial MAS Talento a Bordo 2021, uno de los tres galardones especiales de los VIII Premios Mujeres a Seguir, entregado en colaboración con Iberia.[15]

- En 2021 el pleno del Ayuntamiento de Vigo decide conceder a Susana Rodríguez Gacio la Medalla de Oro de la ciudad.[16]

- Premio Nacional del Deporte en la categoría Premio Reina Letizia del año 2024.[17]
- En 2024 es la única española incluida en la nueva línea de muñecas Barbie inspiradas en referentes femeninos del deporte, coincidiendo con el 65º aniversario de la icónica muñeca.  [18]